# التهاب جريبات حوض الاستحمام الساخن
التهاب جريبات حوض الاستحمام الساخن (بالإنجليزية: Hot tub folliculitis)‏ هو نوع شائع من التهاب الجريبات، ويسبب التهاب في بصيلات الشعر.

## الأعراض
الأطفال هم أكثر عرضة لهذا المرض لأنهم عادةً يبقون في الماء لفترة أطول من البالغين (يتعرض الأطفال الرضع أكثر من الكبار لهذا الطفح لأن مسامات جلدهم أصغر). يظهر التهاب الجريبات الساخنة الحوض على الجلد في شكل طفح جلدي، تشبه تقريبًا جدري الماء ومن ثم وضع المزيد من لتبدو وكأنها بثرة. يمكن التهابات الأجربة الشعرية حوض استحمام بالماء الساخن تكون مؤلمة للغاية و/ أو حكة، وتترك وحدها دون الخدش سوف تزول بسرعة أكبر بكثير. إذا تفاقم الطفح الجلدي، ويمكن أن يبقى، ويتفاقم، وينتشر بشكلٍ دائم لعدةِ أشهر. عند تلك النقطة هو أكثر صعوبة لعلاج. النقاط عادة تزول بعد حوالي 7 إلى 10 أيام، ولكن الشرط يترك التصبغ آفة أن يذهب بعيدًا بعد بضعة أشهر.البكتيريا هي بكتيريا أخرى يرتبط مع التهاب الجريبات الساخنة الحوض..وهو عبارة عن بثور صغيرة حمراء تظهر على جسم الطفل في الأجواء الحارة الرطبة. غالباً ما يظهر هذا الطفح الجلدي بكثرة في بعض مناطق الجسم مثل الصدر، والمعدة، والرقبة، وما بين الساقين والردفين. إذا كان الطفل يعتمر قبعة، فربما يظهر الطفح في فروة رأسه أو على جبينه.لا، لكنه إشارة إلى أن الطفل دافئ أكثر مما يجب. وما لم تخفف ملابسه لكي يشعر بالبرودة، فقد يتعرض للإصابة بالمرض، مثل الإنهاك الحراري أو الصدمة الحرارية.

## الأسباب
سبب هذا الشرط هو عدوى من بصيلات الشعر بسبب البكتيريا الزائفة الزنجارية,حيث تم العثور على البكتيريا عادة في أحواض المياه الساخنة، الشرائح المياه، ومثل هذه الأماكن.
عندما يكون الطقس حاراً ورطباً، يفرز الجسم العرق كي يشعر بالبرودة، وهذه ردة فعل طبيعية في الجسم البشري. فإذا تعرق الطفل كثيراً ولم يرشح العرق إلى الخارج عبر المسامات بشكل جيد جراء عائق ما، فسيظهر الطفح الجلدي الحراري. كما تحبس الملابس الضيقة أو السميكة العرق تماماً ما يسهم في هذا التهيج في الجلد. يظهر الطفح الحراري على الطفل أيضاً عندما تكون حرارته مرتفعة لأنه يتعرق أكثر.

## العلاج
عادة، الطفح لا يحتاج لعلاج محدد وسوف تزول الأعراض من تلقاء نفسها. المضادات الحيوية قد توصف في بعض الحالات. إذا استمر الطفح ليبدو أطول من الفترة الزمنية من 7 إلى 10 يوم، وينبغي استشارة الطبيب. التهاب الجريبات التي لم يتم علاجها بشكل صحيح يمكن أن تتفاقم وتسبب خراجات.
ويمكن أيضا تخفيف درجة حرارة جسم الطفل بنزع الملابس الكثيفة عنه، ووضعه في غرفة ذات تهوية جيدة بعيدا عن أشعة الشمس، وتبريد جسم الطفل بكمامات رطبة وباردة. كما يمكن للمغطس الفاتر أن يخفف الاعراض.ويمكن دهن المناطق المصابة بمستحضر مراهم الكالامين أو الهيدروكورتيزون بعد استشارة الطبيب. ويجب تجنب المراهم والمستحضرات الأخرى التي قد تجعل البثور رطبة فتزيد الوضع سوءاً.وكما يجب مراقبة الطفل جيداً في هذه الأثناء لكي لا تهبط حرارته ويصاب بالبرد فيحتاج إلى التدفئة من جديد.

## وصلات إضافية
http://www.nlm.nih.gov/medlineplus/ency/article/001460.htm
http://www.cdc.gov/healthywater/swimming/rwi/illnesses/hot-tub-rash.html
http://dermatology.about.com/od/infectionbacteria/a/htfolliculitis.htm